# Mace Group
Mace Group Ltd eller Mace er en britisk konsulent- og bygge- og anlægsvirksomhed med hovedkvarter i London. De har ca. 7.300 ansatte og en årsomsætning på ca 2 mia. britiske pund.
Virksomheden blev etableret i 1990 af en gruppe bygge- og arkitekturfolk, som blev ledet af Ian Macpherson, som forlod Bovis i 1990.